# Carcelia tjibodana
Carcelia tjibodana là một loài ruồi trong họ Tachinidae.